# Пресня (футбольний клуб)
Футбольний клуб «Пресня» (Москва) або просто «Пресня» (рос. Футбольный клуб Пресня Москва) — російський футбольний клуб з міста Москва.

## Хронологія назв
- 1978—1989 — Червона Пресня
- 1990 — Червона Пресня-Асмарал
- 1991—1999 — Асмарал
- 2001—2002 та 2004—2006 — Пресня
- 2003 — Пресня-Буревісник

## Історія
Клуб декілька разів розформовувався і створювався заново.

### 1980—2000— «Червона Пресня» і «Асмарал»
Команда на Червоній Пресні була знову створена в 1978 році. Основним завданням команди була підготовка молодих футболістів. Виступав клуб у другій лізі чемпіонатів СРСР. Серед вихованців клубу були Олександр Мостовий, Сергій Родіонов, Василь Кульков. Тренували Олег Романцев, Георгій Ярцев. У 1985 році клуб завоював кубок РРФСР.
У 1990 році іракським підприємцем Хуссамом Аль-Халіді на базі команди створюється клуб «Асмарал». Назва клубу відповідала назві спільного радянсько-британського підприємства «Асмарал», яке належало Аль-Халіді, й було складене з перших букв імен його дочок Асіль та Маріам, а також сина Алана. У 1991 році тренером клубу був призначений Костянтин Іванович Бєсков, і клуб завоював право виступати в першій лізі. Однак, завдяки розпаду СРСР, «Асмарал» потрапив відразу до найвищого дивізіону нового чемпіонату Росії. Після закінчення сезону клуб посів 7-ме місце, найвище в історії клубу. Потім в грі почався тривалий спад, який журналісти пов'язують з недостатністю фінансування команди внаслідок розорення підприємця. «Асмарал» за декілька років скотився до другої ліги, а потім і зовсім вибув з професійної ліги.
Одночасно існував фарм-клуб (в 1992 році — «Пресня», в 1993—1995 роках — «Асмарал-дубль»), який виступав у 2-ій лізі (1992—1993 роки) та 3-ій лізі (1994—1995 роки).
У 2003 році клуб «Асмарал» був офіційно оголошений банкрутом.

### 2000-ні— «Пресня»
У 2001 році знову був утворений футбольний клуб під назвою «Пресня». Після виступу в ЛФЛ поміняв назву на «Пресня-Буревісник». У 2004 році отримав право виступати в другому дивізіоні. Однак в середині сезону 2006 року клуб знявся з турніру, зокрема, через нестачу коштів.

### 2010-ті
Після засідання виконкому РФС 4 серпня 2012 року, на якому було прийнято рішення про те, що команди російської Прем'єр-Ліги можуть за бажанням створювати фарм-клуби у другому дивізіоні, власник московського «Спартака» Леонід Федун заявив про готовність відродити і заявити до другого дивізіону ФК «Червона Пресня» як фарм-клуб для «Спартака».

## Досягнення
- Кубок РРФСР
  -  Володар (1): 1985

- Друга нижча ліга СРСР
  -  Переможець в 1 зоні (1): 1986
  -  Переможець в 5 зоні (1): 1990

- Друга ліга СРСР
  -  Переможець в зоні «Центр» (1): 1991

- ЛФЛ
  -  Переможець в МРО «Центр» (1): 2004

## Відомі гравці
До списку потрапили гравці, які виступали в футболці національних збірних. Жирним шрифтом виділені прізвища гравців, які виступали в національних збірних під час свого перебування в «Пресні/Асмаралі».
| СРСР/Росія - Юрій Гаврилов - Василь Кульков - Олександр Мостовий - Олександр Прохоров | - Сергій Родіонов - Андрій Якубик - Сергій Гришин | - Сергій Семак - Олександр Точилін Країни колишнього СРСР - Альгімантас Бряуніс |

## Відомі тренери
- /  Олександр Мостовий
- /  Дмитро Градиленко
- /  Василь Кульков
- /  Юрій Гаврилов
- /  Гліб Панфьоров
- Сергій Семак
- Віталій Сафронов
- Олександр Точилін
- Дмитро Корнеєв